# Švicarska Jura
Švicarska Jura (/ ˈ (d) ʒʊərə / JOOR-ə, ZHOOR-ə, francosko: Massif du Jura, nemško: Juragebirge, italijansko: Massiccio del Giura, retoromansko: Montagnas da Jura) je subalpsko gorsko območje, ki je nekoliko oddaljeno na sever od Zahodnih Alp in v glavnem razmejuje velik del francosko-švicarske meje.
Vzhodno od območja ločuje porečje Rena in porečje Rone. Zahod se nanaša samo na Rono, vendar na severni strani odteka skozi reko Doubs, ki je podpritok Rone, teče približno 100 kilometrov vzhodno in kasneje zahteva dolino Saône, južno do francoskega mesta Lyon, kjer se oba dela rečnega sistema združita.
Ime Jura izhaja iz juria, latinizirane oblike keltskega izvora jor- 'gozd'. Pogorje je dalo ime francoskemu departmaju Jura, švicarskemu kantonu Jura, geološkemu obdobju jura in Luni Montes Jura.

## Površje
Pogorje Jura je ločena pokrajina večjih srednjeevropskih višavij.
V Franciji Jura pokriva večino zgodovinske regije Franche-Comté (danes Burgundija - Franche-Comté, ki se razteza proti jugu do zgodovinske regije Rona - Alpe (danes Auvergne - Rona - Alpe. Najvišjo točko doseže na Le Crêt de la Neige v departmaju Ain, južni konec pa seže v severozahodni del departmaja Savoie. Severni konec Jure se razteza v južni del bivše regije Alzacija, danes Grand Est. Približno 1600 km² gorskega območja v Franciji je zaščiteno z regionalnim naravnim parkom Parc naturel régional du Haut-Jura.
Švicarska Jura je ena od treh ločenih geografskih regij Švice, ostali pa sta Švicarska planota in Švicarske Alpe. V Švici območje pokriva zahodno mejo s Francijo v kantonih Basel-Landschaft, Solothurn, Jura, Bern (tj. Bernska Jura), Neuchâtel in Vaud. Večina švicarske regije Jura nima zgodovinskih povezav z zgodnjo moderno Švico in je bila del Švicarske konfederacije vključena šele v 19. stoletju. V 20. stoletju se je razvilo gibanje jurskega separatizma, ki je leta 1979 ustvarilo kanton Jura.
Švicarska Jura je bila industrializirana od 18. stoletja in je postala glavno središče urarske industrije. Območje ima več mest na zelo visoki nadmorski višini, kot so La Chaux-de-Fonds, Le Locle in Sainte-Croix (znan po svojih glasbenih skrinjah); vendar ima na splošno od leta 1960 opazen upad prebivalstva.
Prostor Jure (znan kot Faltenjura – nagubana Jura) se nadaljuje kot planotasta Jura (nemško Tafeljura, francosko le Jura tabulaire) v kantonih Basel-Landschaft in Aargau ter naprej do Schaffhausna in v južno Nemčijo proti švabskim in frankovskim planotam.

## Geologija
Območje je zgrajeno navpično, hkrati pa se bočno znižuje (vzdolž grobe črte severozahod – jugovzhod). Ta deformacija ustreza gubanju alpidske orogeneze, ko se glavna alpidska orogenezna fronta premika približno proti severu. Deformacija postaja manj razširjena v primerjavi z mlajšo, bolj aktivno alpsko gorsko zgradbo.
Geološke gube obsegajo tri glavne pasove (litološke enote) zgradb, ki izvirajo iz treh geoloških obdobij: lias (zgodnja jura), dogger (srednja jura) in malm (pozna jura). Vsako obdobje gubanja razkriva učinke prej plitvih morskih okolij, kar dokazujejo postelje s karbonatnimi sekvencami, ki vsebujejo obilne bioklaste in oolitske enote med plastmi (tako imenovana obzorja).
Strukturno je Jura sestavljena iz zaporedja geoloških gub, katerih oblikovanje je bilo olajšano z evaporitno drsno plastjo bazalnega preloma. Škatlaste gube so še razmeroma mlade, kar je razvidno iz splošne oblike pokrajine, ki kaže, da niso obstajale dovolj dolgo, da bi lahko doživele erozijo in tako razkrile nedavno gradnjo gora.
Najvišji vrh v območju Jure je Le Crêt de la Neige na 1720 m.

## Turizem
Jura ponuja različne turistične dejavnosti, vključno s pohodništvom, kolesarjenjem, smučanjem in tekom na smučeh. Obstaja veliko označenih poti, tudi po grebenu Jure, potjo dolgo 310 km.
Turistične znamenitosti so naravne danosti, kot so Creux du Van, razgledni vrhovi, kot je Chasseral, jame, kot so Grottes de l'Orbe, in soteske, kot je Taubenloch.
Tako Le Locle, znan kot središče švicarskega urarskega izdelovanja, omenjajo ga celo kot rojstni kraj industrije, s koreninami iz 16. stoletja, kot tudi njegovo geografsko pobrateno mesto La Chaux-de-Fonds, najpomembnejše središče urarske industrije na območju, znanem kot Urarska dolina, sta zaradi svoje horološke in s tem povezane kulturne preteklosti vpisana kot Unescova svetovna dediščina. Fort de Joux iz 11. stoletja, ki ga je Vauban leta 1690, pozneje pa tudi drugi vojaški inženirji preoblikoval in okrepil, leži na naravni skali sredi območja nedaleč od Pontarlierja.
Del avtoceste A40 prečka del južne Jure med Bourg-en-Bresse in Bellegarde-sur-Valserine, ki je znana kot avtocesta Titanov.

## Sosednje Jure
Francoska Jura pokriva pretežni del bivše francoske regije Franche-Comté, del sodobne regije Burgundija - Franche-Comté, razteza se od bivše regije Rona-Alpe (danes del Auvergne - Rona - Alpe) na jugu (vzhodno od departmaja Ain, severozahod Savoie), kjer doseže svoj vrh v 1720 m visokem Le Crêt de la Neige, do najjužnejšega dela Alzacije na severu. 
Švabska Jura je nekoliko nižja in se razteza na Bavarskem.